# Бакстон, Джедедайя
Джедедайя Бакстон (20 марта 1707 — 1772) — британец, оставшийся в истории благодаря своим необыкновенным способностям феноменального счётчика — умением без особых усилий и за очень быстрый срок проводить в уме различные действия со сложными числами.

## Биография
Джедедайя Бакстон родился 20 марта 1707 года в Элмтоне, недалеко от Болсовера, в Дербишире. Хотя его отец был школьным учителем в приходе, а приёмный дед — викарием этого прихода, к его образованию родственники относились настолько пренебрежительно, что он не умел писать, а его знания, за исключением чисел, были крайне ограниченными; Бакстон не сделал в своей жизни никакой карьеры и на всём её протяжении работал простым батраком.
Доподлинно неизвестно, как именно он узнал о числах, их взаимосвязи и тех действиях, которые можно с ними производить, но, как только это произошло, это стало единственным, что занимало его в жизни: рассказывали, что он практически не замечал объекты вокруг себя, а если замечал, то обращал внимание только на их количество. Самым выдающимся его достижением считается измерение площади земель Элмтона (несколько тысяч акров), которое он совершил, просто шагая по ней, сумев посчитать не только акры и роды, но даже квадратные дюймы, сведя потом свои вычисления в одно число. По сообщениям, его память была настолько велика, что он мог бросить решение какой-либо арифметической операции и вернуться к нему спустя несколько недель или даже месяцев, всё это время прекрасно помня числа. Сообщается, что он мог возвести число в 139-ю степень и придумывал собственные названия для больших чисел, которые в его время нигде не использовались. При этом его одержимость числами препятствовала получению им каких бы то ни было иных знаний.
В 1754 году он был привезён в Лондон, где его умственные способности были успешно проверены учёными из Лондонского королевского общества. Тогда же его взяли в театр на постановку пьесы Шекспира «Ричард III», однако весь его ум во время представления был занят подсчётом фраз, произнесённых Дэвидом Гарриком; кроме того, он принялся считать шаги танцоров и говорил, что бесчисленные звуки музыкальных инструментов вводят его в сильное недоумение.
Он умер в 1772 году. Его портрет имеется в Нью-Йоркской библиотеке, а в 2011 году в Элмтоне в его честь была установлена памятная доска.